# Вознесенка (Куйбышевский сельский округ)
Вознесенка (каз. Вознесенка) — село в Кызылжарском районе Северо-Казахстанской области Казахстана. Входит в состав Куйбышевского сельского округа. Код КАТО — 595049200. Расположена на берегу озера Убиенное (ранее протекал Ишим, но позже он изменил свое русло). Образована в первой половине 19 века. Население составили казаки из Харьковской губернии.  В 1833 на высоком берегу Ишима была построена и освящена Церковь Вознесения Христова. 
Рядом с селом находятся озёра Голенькое и Широкое.

## Население
В 1999 году население села составляло 668 человек (310 мужчин и 358 женщин). По данным переписи 2009 года, в селе проживало 544 человека (265 мужчин и 279 женщин).